# Ein feste Burg ist unser Gott, BWV 80
Ein feste Burg ist unser Gott, (BWV 80) (Castelo Forte é nosso Deus, em Alemão), é uma cantata de Johann Sebastian Bach, baseada no Coral de Martinho Lutero que tem esse mesmo nome.

## Origem
A origem dessa obra é um tanto peculiar. Sua base é construída na Cantata 80a Alles, was von Gott geboren, composta em Weimar (Alemanha) em 1715, sobre o texto de Salomão Franck. Bach usou sua própria composição (que fora composta para a Quaresma) para estruturar a Cantata BWV 80, destinada à Festa da Reforma, que era sempre celebrada com esplendor na Saxônia.
A antiga cantata contém os números 2, 3, 4, 6, 7 e 8 da BWV 80. O texto de Salomão Franck refere-se a Lucas 11:14-28, que trata da expulsão de um demônio por Jesus e uma exortação para seguir os preceitos do Mestre. Isso tem alguma relação com "Und wenn die Welt voll Teufel wär" (Se nos quisessem devorar demônios não contados) do hino luterano. Umas poucas mudanças no texto (possivelmente feitas pelo próprio Bach) foram suficientes para adequar a conexão entre o assunto da antiga cantata e o apropriado para a Festa da Reforma.
De acordo com Spitta, a Cantata apareceu no seu novo formato no ano de 1730, no bicentenário da apresentação da "Confissão de Augsburgo". Bach adicionou os dois números corais 1 e 5, respectivamente o primeiro e o terceiro versos do Hino e pôs, no Coral Final, o texto da 4ª estrofe do Hino de Lutero. Dessa maneira, ele criou uma Cantata coral, com a inserção de duas árias independentes, nºs 4 e 7, ambas de data de criação mais antiga.

## Temática

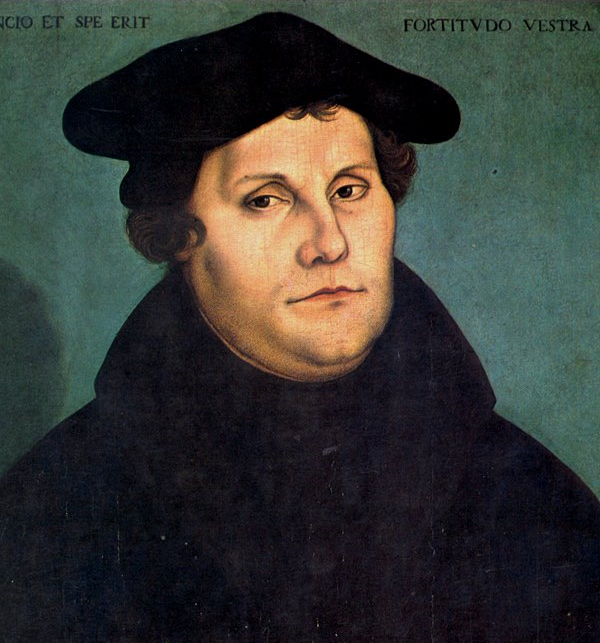
Martinho Lutero.

A Cantata Coral engloba as 4 estrofes do hino luterano, que se baseiam no Salmo 46, cujo tema é a confiança em Deus. 

## Instrumentação
- Solos de Soprano, Contralto,  Tenor, Baixo
- Coro de Sopranos, Contraltos, Tenores, Baixos
- Oboés, para 3 executantes (Oboé d'amore I e II, Taille, Oboé da caccia), cordas e baixo contínuo

Versão de Wilhelm Friedemann Bach:
- Adição de 3 Trompetes, que substituem os oboés parcialmente, e tímpanos.

## Estrutura e Importância

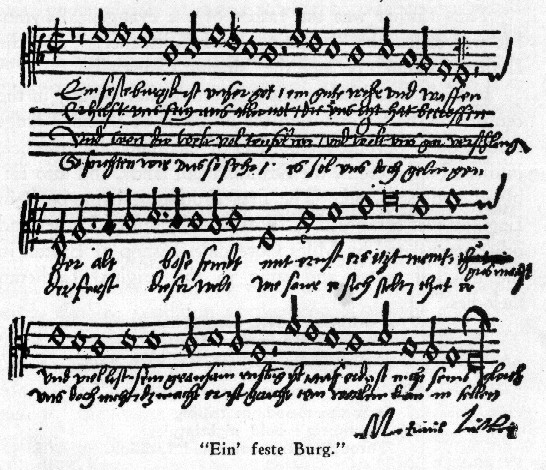
Castelo Forte com a assinatura de Lutero

O famoso e engenhoso coral de abertura é considerado um dos pontos altos da  arte da composição coral de Bach. Ele veicula a primeira estrofe do hino em forma de Moteto, na qual as vozes cantam as linhas melódicas em forma de fugato. Após a apresentação das linhas melódicas individuais, a melodia coral emerge como um duplo cantus firmus, proferido em forma de cânone nos oboés (e/ou na versão do filho de Bach, nos trompetes) e no baixo da orquestra.
Entre as estrofes do Coral Luterano, insere-se a poesia de Salomão Franck, da versão original de Weimar, em forma de árias e recitativos, sendo que, no segundo movimento, paralelamente à ária de baixo (que tem um texto original de Franck diferente do Hino) o soprano solista canta a 2ª estrofe do Coral Luterano "Mit unser Macht ist nichts getan" (A nossa força nada faz), quase como um cantus firmus. Essa estrofe era o Coral Final da Cantata BWV 80a.
É notória a simbologia musical de extrema importância nessa cantata, com a qual o compositor expressa confiança, vitória e segurança na luta do bem contra o mal, no sentido deste hino do protestantismo luterano.
O movimento nº 5 conduz, sob uma agitada orquestração, a batalha entre as forças celestiais e as forças demoníacas, apresentando a melodia coral como um cantus firmus, num uníssono coral, que simboliza a unanimidade da igreja.